# Evans (Oregon)
Evans az Amerikai Egyesült Államok északnyugati részén, Oregon állam Wallowa megyéjében elhelyezkedő önkormányzat nélküli település.